# Attiya Waris

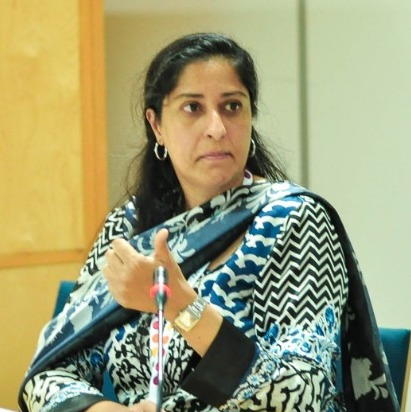
Attiya Waris (2018)

Attiya Waris (geb. 25. Oktober 1974 in Nairobi) ist eine kenianische Steuerrechtsexpertin und Politologin. Sie ist Hochschullehrerin an der University of Nairobi und publiziert über die Entwicklung von Finanzsystemen, Körperschaftssteuer und den Missbrauch von Steuergesetzen. Seit 2021 ist sie Unabhängige Expertin für die Auswirkungen der Auslandsverschuldung für den UN-Menschenrechtsrat.

## Herkunft und Ausbildung
Attiya Waris wurde 1974 in Nairobi geboren. Sie schloss ein Grundstudium in Rechtswissenschaften an der University of Nairobi ab und absolvierte Master-Studiengänge an der University of London (2002) und der University of Pretoria (2004). Ihre Dissertation in Steuerrecht 2009 wurde durch die Lancaster University ausgezeichnet. Der Titel der Arbeit lautete: „Solving the Fiscal Crisis: Re-legitimising the Fiscal State through the Realisation of Human Rights A Case Study of the Kenyan Constituency Development Fund“ (dt.: „Die Lösung der Finanzkrise: Re-Legitimierung des Fiskalstaats durch Realisierung der Menschenrechte – Eine Fallstudie über den kenianischen Wahlkreisentwicklungsfonds“). Sie wurde durch den Steuerrechtsspezialisten Sol Picciotto betreut.

## Karriere
Nach Dozententätigkeiten in Südafrika, Ruanda, Malaysia und Großbritannien wurde sie Professorin an der juristischen Fakultät der University of Nairobi. Sie ist die einzige Lehrstuhlinhaberin für Steuerrecht in ganz Ostafrika. Von 2019 bis 2022 war sie Direktorin des gesamten Forschungs- und Unternehmensbereichs der Universität.
Schwerpunkte ihrer Arbeit sind die Entwicklung von Finanzsystemen, Körperschaftssteuer und Steuervermeidung, insbesondere illegale Kapitalabflüsse ins Ausland. Sie ist Autorin einer Vielzahl von Publikationen, ist als Beraterin von Institutionen wie der Europäischen Kommission, der Deutschen Gesellschaft für Internationale Zusammenarbeit (GIZ), Open Society und Oxfam tätig und ist auch in den Medien als Expertin gefragt. So trat sie auch im Dokumentarfilm The Spider's Web: Britain's Second Empire in Erscheinung.
2016 gab sie der Irish Times ein Interview, nachdem Apple von der Europäischen Kommission wegen Steuervermeidung gegenüber der irischen Regierung zu einer Strafe von 13 Mrd. $ verurteilt worden war. Die irische Regierung hatte gegen diese Entscheidung Einspruch erhoben. Waris argumentierte, dass dadurch die Menschenrechte infrage gestellt würden, weil Apple so eine unangemessen niedrige Körperschaftssteuer zugestanden würde. Waris sagte: „Menschen sind so sehr damit beschäftigt, Informationen zu ignorieren, und zu sehr damit, sich zu unterhalten. Die niedrige Körperschaftssteuer hat ein Umfeld geschaffen, in dem Länder wie Kenia nicht konkurrieren können, weil Irland Apple Steuersätze anbietet, die niedriger sind als die Leistungen, die die Gesellschaft dem Unternehmen bietet.“ Irlands Steuersystem werde von einer Oberschicht bestimmt, die die Not der Armen in ihrem eigenen Land aus den Augen verloren hätte.
2020 äußerte sie sich zu niederländischen Firmen, die Schnittblumen in Kenia anbauen. Die Unternehmen verwenden Adressen in Amsterdam, um Steuern auf große Umsätze zu vermeiden. Attiya, die diesen Wirtschaftszweig wissenschaftlich untersuchte, stellte fest, dass kenianisches Land und kenianische Infrastruktur genutzt wurden, Steuern auf den Gewinn jedoch vermieden wurden. Die Investigativplatform Investico fand durch die Analyse von kenianischen Daten und den Panama Papers heraus, dass niederländische Unternehmen wie Oserian Trusts in Liechtenstein und auf den Britischen Jungferninseln betreiben. Darüber wurden allein 2011 bei einem Umsatz von 47 Mio. $ nahezu alle Steuern in Kenia vermieden.

## Ehrenamtliche Tätigkeiten

Logo UN-Menschenrechtsrat

Waris engagierte sich von 2007 bis 2013 als stellvertretende Vorsitzende im Tax Justice Network, das sich mit den Problemen nationaler und internationaler Steuergerechtigkeit beschäftigt und in dem auch Picciotto als Berater führend beteiligt war.
Seit dem 1. August 2021 ist Attiya Waris nach Ernennung durch den UN-Menschenrechtsrat Unabhängige Expertin für die Effekte von Auslandsschulden und anderen damit verbundenen internationalen Finanzverpflichtungen von Staaten auf die uneingeschränkten Wahrnehmung aller Menschenrechte, insbesondere wirtschaftlicher, sozialer und kultureller Rechte (engl.: Independent Expert on the effects of foreign debt and other related international financial obligations of States on the full enjoyment of all human rights, particularly economic, social and cultural rights).

## Publikationen (Auswahl)
- Financing Africa, Langaa Research & Publishing Common Initiative Group, Bameda (Kamerun), 2019, ISBN 978-9956-551-49-1
- mit Jeremy Leaman: Tax Justice and the Political Economy of Global Capitalism, 1945 to the Present, Berghahn, New York City/Oxford, 2013, ISBN 978-0-85745-881-0
- mit Kristina Froberg: Bringing the billions back : How Africa and Europe can end illicit capital flight, Forum Syd Forlag, Stockholm, 2011, ISBN 978-91-89542-59-4